# Tennis de table aux Jeux européens de 2023
Navigation
Édition précédente
Le tennis de table aux Jeux européens de 2023 a lieu à la Hutnik Arena, à Tarnów, en Pologne, du 21 juin au 1 juillet.
Cinq épreuves sont au programme avec un maximum de 152 joueurs européens pouvant se qualifier : 32 athlètes pour le simple homme et pour le simple femme, 16 paires pour les doubles hommes, femmes et mixtes.
La qualification se base d'abord sur des équipes complètes selon le classement mondial établi fin 2022 et sur le classement aux derniers championnats d'Europe .
La paire médaillée d'or de l'épreuve de doubles mixtes Dang Qiu/Nina Mittelham reçoit une qualification automatique pour Paris 2024.

## Médaillés
| Épreuve            | Or                                                                               | Argent                                                                       | Bronze                                                          |
| ------------------ | -------------------------------------------------------------------------------- | ---------------------------------------------------------------------------- | --------------------------------------------------------------- |
| Simple hommes      | Félix Lebrun (FRA)                                                               | Marcos Freitas (POR)                                                         | Alexis Lebrun (FRA)                                             |
| Simple dames       | Bernadette Szőcs (ROU)                                                           | Xiao Xin Yang (MON)                                                          | Elizabeta Samara (ROU)                                          |
| Par équipes hommes | Allemagne- Dang Qiu - Dimitrij Ovtcharov - Patrick Franziska - Timo Boll         | Suède- Anton Källberg - Kristian Karlsson - Truls Möregårdh - Simon Berglund | France- Félix Lebrun - Alexis Lebrun - Simon Gauzy - Can Akkuzu |
| Par équipes dames  | Roumanie- Bernadette Szőcs - Elizabeta Samara - Adina Diaconu - Andreea Dragoman | Allemagne- Nina Mittelham - Han Ying - Shan Xiaona - Sabine Winter           | Portugal- Fu Yu - Shao Jieni - Matilde Pinto - Ines Matos       |
| Double mixte       | Allemagne- Dang Qiu - Nina Mittelham                                             | Hongrie- Nándor Ecseki - Dóra Madarász                                       | Roumanie- Ovidiu Ionescu - Bernadette Szőcs                     |

## Tableau des médailles
- Pays organisateur (Pologne)

| Rang  | Nation    | Or | Argent | Bronze | Total |
| ----- | --------- | -- | ------ | ------ | ----- |
| 1     | Allemagne | 2  | 1      | 0      | 3     |
| 2     | Roumanie  | 2  | 0      | 2      | 4     |
| 3     | France    | 1  | 0      | 2      | 3     |
| 4     | Portugal  | 0  | 1      | 1      | 2     |
| 5     | Suède     | 0  | 1      | 0      | 1     |
| 5     | Hongrie   | 0  | 1      | 0      | 1     |
| 5     | Monaco    | 0  | 1      | 0      | 1     |
| Total | Total     | 5  | 5      | 5      | 15    |